# Manka Community
Manka Community är en gemenskap i Lesotho.   Den ligger i distriktet Leribe District, i den nordvästra delen av landet, 50 km nordost om huvudstaden Maseru.